# Жан-Батист Марк Буржері
Жан-Батист Марк Буржері (фр. Jean-Baptiste Marc Bourgery, 19 травня 1797, Орлеан — червень 1849 Париж) — французький науковець, лікар, анатом. Доктор медицини.

## Біографія

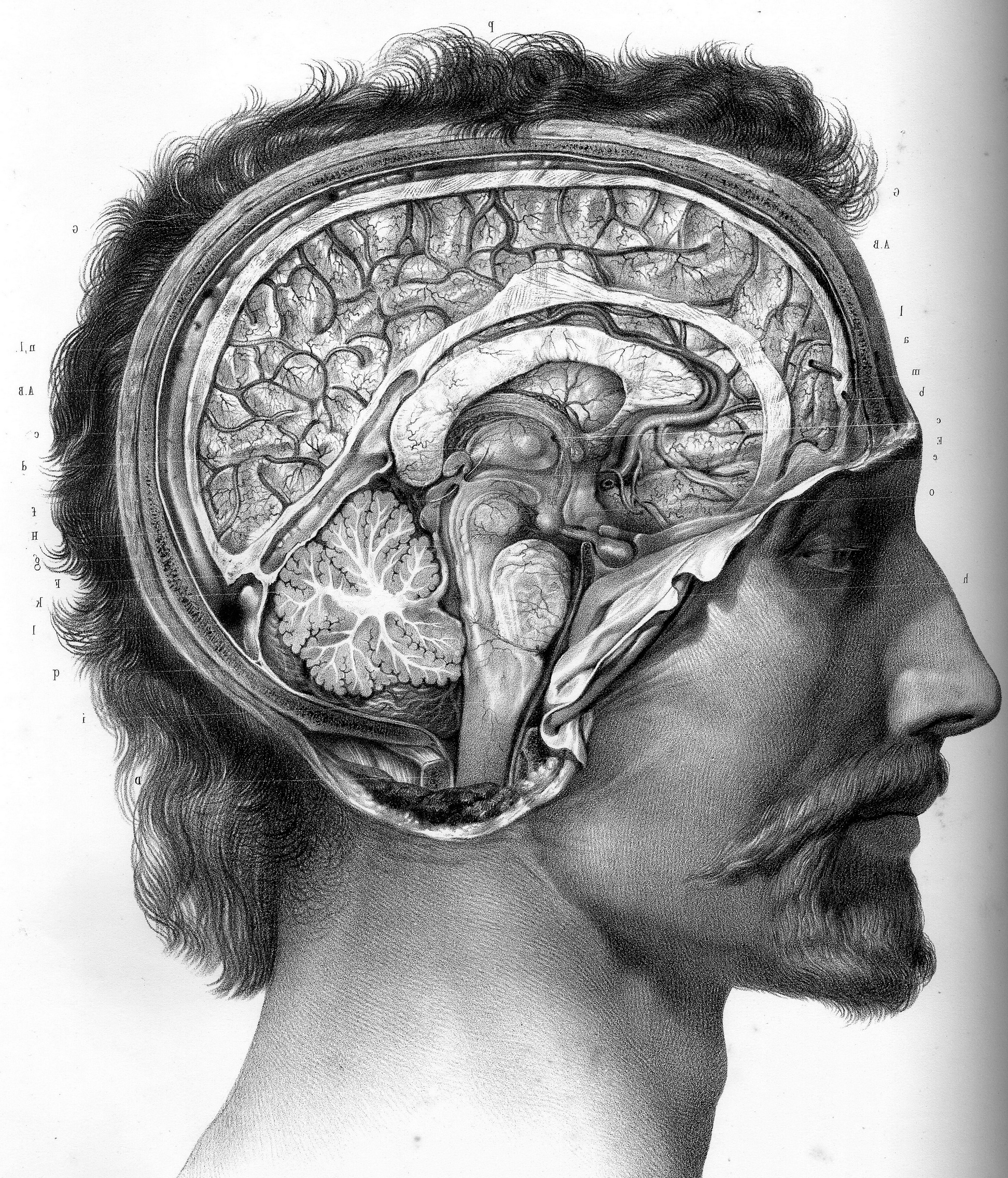
Ілюстрація. Середній сагітальний відділ мозку, відомий як Шарко, Трактат Якоба про анатомію людини.

1811 року вступив до Паризької медичної школи. З 1815 року навчався в Парижі на курсах у Музеї природної історії натураліста Жана Батиста Ламарка (1744-1829). У 1817 і 1818 роках нагороджувався призами практичної школи медичного факультету Парижа, 1819 року отримав золоту медаль в лікарнях Парижа. З 1817 по 1820 рік проходив інтернатуру в паризьких лікарнях, потім кілька років був медиком на мідноливарному заводі Роміллі-сюр-Андель поблизу Руана. Згодом він був залучений до хімічного аналізу металів і заснував у цьому ж закладі, фабрику мідного купоросу. 1827 року повернувся до Парижа й отримав докторський ступінь з медицини.
1828 року, він оприлюднив Трактат про незначну хірургію, який був перевиданий кілька разів, та був перекладений англійською мовою 1834 року, німецькою 1836 року та арабською (видано у Каїрі 1843 року). 
1830 року, являючись вже відомим лікарем доктором медицини, Буржері почав роботу над «Traité complet de l'anatomie de l'homme: comprenant la médicine opératoire» ( «Атласом анатомії людини і оперативної медицини»). Це 2108-сторінкове видання фоліо-розміру тексту та 726 кольорових літографій у восьми томах, стало одним з найавторитетніших медичних посібників свого часу. Але головною його славою, стали докладні ілюстрації, зроблені художником Ніколя Анрі Жакобом, учнем знаменитого Жака-Луї Давіда. Вони вважаються нині класикою реалістичного живопису.
Буржері працював над атласом до своєї смерті 1849 року, останній том був оприлюднений посмертно. Його анатомічний атлас, який був не лише видатною подією в історії медицини, але і дотепер залишається одним з найбільш всеосяжних і гарно ілюстрованих анатомічних трактатів.